# Prix Grimm international
Le prix Grimm international (国際グリム賞, Kokusai Gurimu Shō) est décerné depuis 1987 à des travaux éminents dans le domaine de la littérature d'enfance et de jeunesse par l'Institut international de littérature d'enfance et de jeunesse de la préfecture d'Osaka (de). Le prix lui-même a été créé en 1986, un an avant le premier prix, à l'occasion du 100e anniversaire du lycée de la préfecture d'Osaka. 1986 marque aussi le 200e anniversaire de Wilhelm Grimm, aussi le prix est-il international. Depuis 1999, les gagnants reçoivent une plaque de métal qui montre la couverture des contes de fées des frères Grimm (deuxième édition). Depuis 2007, est également décerné tous les deux ans le prix Hans Christian Andersen en alternance avec le prix Grimm. Le prix Grimm est doté d'un million de yen. Le comité international de sélection se compose de dix personnes, dont la plupart sont universitaires.

## Liste des lauréats
- 1987 Klaus Doderer (de)
- 1989 Göte Klingberg
- 1991 James Fraser
- 1993 Shin Torigoe
- 1995 Denise Escarpit
- 1997 Theodor Brüggemann
- 1999 Jack Zipes
- 2001 Jean Perrot
- 2003 Peter Hunt
- 2005 Maria Nikolajeva
- 2007 John Stephens
- 2009 Jingū Teruo
- 2011 Jang Feng
- 2013 Kimberley Reynolds